# Annand Ramdin
Annand (Victor) Ramdin (Georgetown, Guyana, Zuid-Amerika, 28 mei 1968) is een professionele pokerspeler die woonachtig is in The Bronx, New York. Hij won in april 2006 het $ 9.700 Championship Event - No Limit Hold'em-toernooi van de Foxwoods Poker Classic, een hoofdtoernooi van de World Poker Tour. Ramdin maakt deel uit van een door PokerStars gesponsorde groep pokerprofessionals genaamd 'Team PokerStars'. Hij speelt online onder de naam 'VictorRamdin'.

## Pokercarrière
Ramdin is met poker begonnen na het in 2002 te hebben gezien in een bar. Hij had als leraar Phil Ivey. In de World Series of Poker (WSOP) 2003 finishte hij voor het eerst 'in the money', in het $ 2.000 pot limit Texas hold 'em-toernooi. Ook cashte hij in het Main Event dat jaar door als 29e te eindigen. Later dat jaar werd hij derde in het Showdown at the Sands-toernooi, gewonnen door John Myung.
Ramdin speelde zich vier keer in het geld tijdens de World Series of Poker 2008, waaronder aan één finaletafel, in het $ 1.500 H.O.R.S.E.-toernooi. Hij finishte als 64e (van de 6.844 deelnemers) tijdens het Main Event dat jaar, wat hem $ 96.500 opleverde. Op de World Series of Poker 2011 speelde hij zich voor de 25e keer naar een geldprijs op een WSOP-toernooi.
Ramdin won tot en met juni 2014 meer dan $ 3.950.000 in live-toernooien.